# Edei
Edei (nombre real Emma Deigman) es una cantante y compositora inglesa nacida en 1989.

## Carrera musical
El primer debut en la carrera de Edei fue cuando tenía sólo 10 años, al conseguir el papel principal de 'Annie' y realizó 'Hard Knock Life' junto a Jay-Z en 'Top of The Pops.'
En los próximos años, Edei trabajó duro escribiendo a los productores, para tener una carrera en solitario con éxito. Tuvo la oportunidad de actuar frente a grandes multitudes, y comenzó a recibir ofertas para formar parte de grupos de niñas y audición para programas de talento como  'The X Factor'. Sin embargo, ella estaba decidida a convertirse en un artista en solitario con éxito por su cuenta, con su propia música.
Cuando viajó al Reino Unido como artista de apoyo a  Girls Aloud en 2009, Edei usaba su nombre de nacimiento, Emma Deigman, como su nombre de artista.
Su single de debut 'In My Bed' fue lanzado a través de Alma Recordings el 12 de julio de 2010, y el seguimiento "Loved" fue lanzado el 16 de enero de 2011 después de mucho apoyo por parte de la BBC Radio 2 (incluyendo un récord de la semana de Ken Bruce ) y una gira nacional con JLS
Edei actualmente está grabando su álbum de debut, escribiendo con el productor de Misreid, nacido en Boston, Misreid, y el compositor  Conner Reeves (cuyos escritos incluyen canciones para Joss Stone, Ava Leigh y Tina Turner).

## Interpretación
Edei asistió a la escuela de Jackie Palmer Stage School, y a la  Hurtwood House School Film Academy desde 2006 hasta 2007.
Edei apareció como actriz con su hermana Laura en la película  Last Orders, ambas interpretando el papel de Sally, Edei interpretando a la niña de 10 años y Laura la Sally de 5 años.

## Vida privada
La madre de Edei, Vicky, es una antigua agente de casting que produjo Wild Bill, y su padre, Patrick, viene de Helensburgh. Creció en Great Missenden, y tiene tres hermanos, de los cuales el más joven, Laura Deigman, es un jugador de tenis, que jugó en  2011 Wimbledon Championships – Girls' Singles, y que ganó ambos, Los singles de las niñas de los Sub-18 y los títulos de solteros femeninos en el Trofeo de Tenis de Powder Byrne en 2010. El tío de Edei, Chris Turner, jugó tenis para Gales.
Edei asistió a un internado Berkhamsted, pero se fue cuando su padre tuvo cáncer para ayudar a cuidar a su hermano menor y a su hermana.